# 六铺炕
39°57′21″N 116°23′45″E / 39.955958°N 116.395862°E

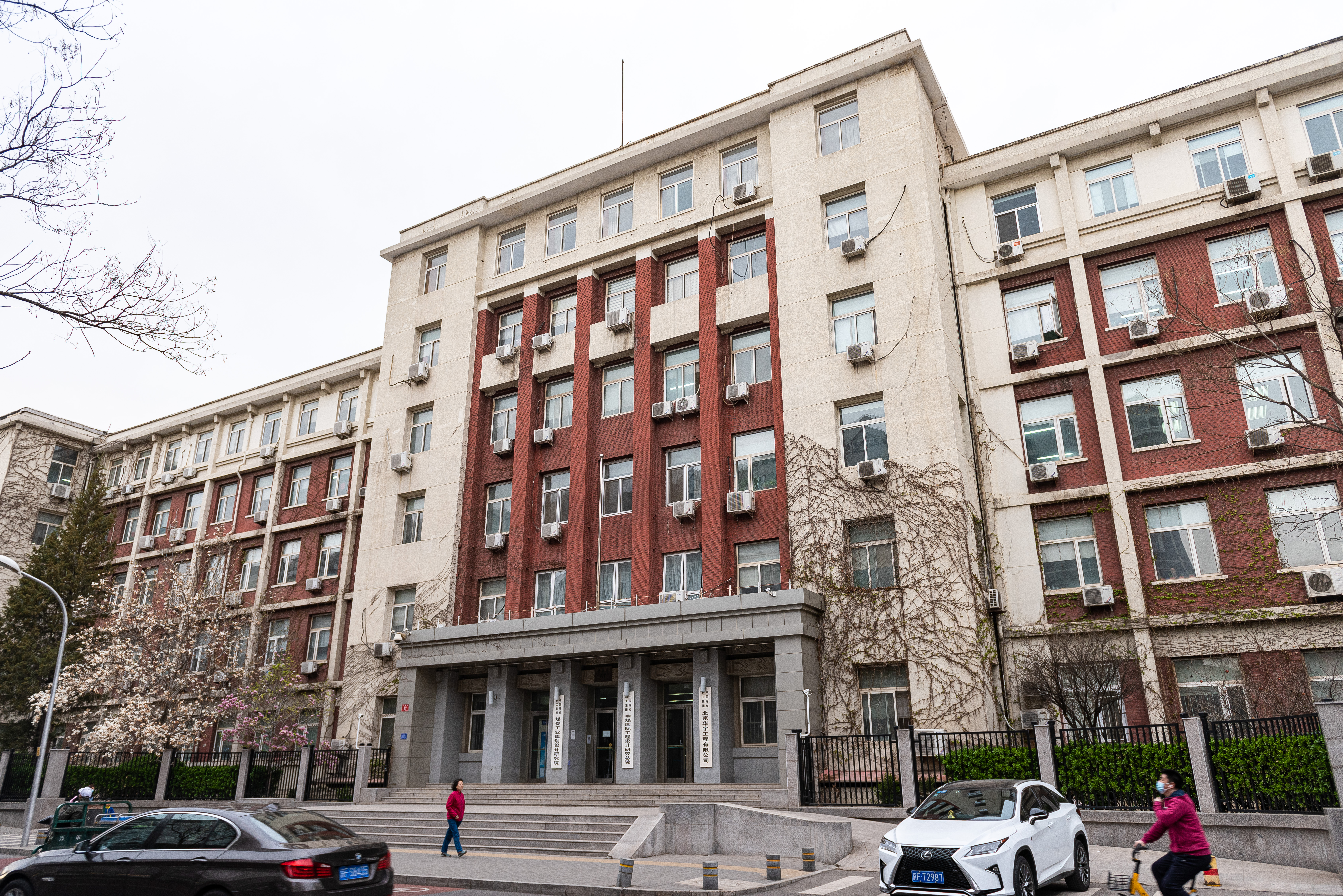
原煤炭工业部六铺炕大楼

六铺炕是北京安定门外的社区的名称。位于北京市西城区德胜街道安德路北，鼓楼北大街西，曾是多个能源相关部委的聚集地。

## 公交
途经 "六铺炕" 的公交线路有：
27路 380路 60路 625路

## 附近的地标
洲际大厦 六铺炕二巷 旧鼓楼大街西绦胡同 大石桥胡同 航天信息大楼